# Enrico D'Alessandro
Enrico D'Alessandro (Iseo, 7 settembre 1921 – Milano, 9 gennaio 2010) è stato un commediografo, regista teatrale e critico teatrale italiano.

## Biografia
Nato a Iseo (Bs) nel 1921 da un'antica famiglia di convinta fede cattolica e ben radicata nella società locale, si trasferisce a Roma al seguito del padre, alto funzionario del Ministero dell'Istruzione, dopo studi classici condotti dai Gesuiti all'Istituto Massimo di Roma, diplomatosi attore presso il Centro Sperimentale di Cinematografia (1943), fu ai suoi esordi attore e aiuto-regista di Orazio Costa e Luigi Squarzina (1946-47) nella compagnia Borboni-Randone e diresse nel 1946-1948, con Anton Giulio Bragaglia, la Compagnia del Teatro del Ridotto a Venezia: in seguito collaborò con Guido Manacorda al Teatro da Camera dell'Angelicum di Milano (1950-55).
«Regista di belle doti e di rigorosa scuola», ebbe una fitta attività nel campo del teatro per ragazzi, scrivendo e dirigendo riduzioni e lavori originali, sia al Teatro dei Ragazzi dell'Angelicum sia per la radio e la TV, in Italia, Svizzera, Olanda, Germania e Inghilterra (Giacometto e l'oca d'oro, Pelle d'asino, Il Cortile dei sette monelli, Spiegare le vele, Il Mulino incantato).
Affiancatosi in Francia ai movimenti teatrali di Jacques Copeau e Charles Dullin, amico personale di Gabriel Marcel e Jean Cocteau, fondò e diresse a Milano, le riviste di teatro Palcoscenico, fondata nel 1947, e Ridotto, e il Centro d'Arte Drammatica di Milano «Drama Studio». Critico teatrale de L'Italia, dal 1948 al '56, continuò a collaborarvi in veste di critico cinematografico. In quegli anni insieme a Mario Apollonio dà vita a un Centro Universitario di Drammaturgia. 
Dopo aver svolto attività radiofonica e televisiva, fu chiamato alla condirezione del Piccolo Teatro della Città di Torino, poi Teatro Stabile, che però lasciò presto per divergenze artistiche, andando a dirigere (1955) il Teatro Pirandello di Roma. Dal 1956 al '59 fu regista stabile della Radio Svizzera Italiana. Nel 1959, per la prima rete Rai, diresse Le avventure di Pinocchio, un programma di intrattenimento e prosa televisiva. Dal 1960 al 1964 diresse a Milano il Teatro del Convegno-Angelicum. 
Nella sua attività registica, ha spesso inscenato spettacoli in sedi inconsuete (fu, ad esempio, il primo a trasformare in Teatro della Basilica la chiesa conventuale di San Paolo Converso di Milano per mettere in scena, tra gli altri, Caterina di Dio , il primo lavoro teatrale di Testori (1948),  a realizzare la rappresentazione de La leggenda di ognuno di Hoffmansthal nella Piazza Vecchia di Bergamo Alta (1952), e a mettere inoltre in scena nel Parco della Villa Reale, con uno spettacolo di massa, La leggenda di Teodolinda di Paolo Diacono in una sua intensa riduzione). Ha diretto importanti attori quali: Salvo Randone, Memo Benassi, Franca Valeri, Giorgio Albertazzi, Camillo Pilotto, Paolo Carlini, Laura Carli, Renzo Ricci, Eva Magni, Annibale Ninchi, Carlo Ninchi, Gastone Moschin, Elena Zareschi, Paola Borboni, Nino Besozzi, Elsa Merlini, Bianca Toccafondi, Luigi Pistillo, etc.
Il repertorio proposto è stato in prevalenza di contenuto cattolico, di alto impegno spirituale e poetico. Il meglio è stato rinvenuto negli allestimenti di testi moderni e contemporanei dal tono più raccolto (Il Sì delle fanciulle e Capitano dopo Dio), in cui conseguì, per formalità e «efficacia della distribuzione», risultati di «essenziale linearità». Eccellente insegnante di recitazione ha formato attori quali Luigi Pistillo e Gabriella Franchini.

## Opere
- Paternità d'amore : commedia in tre atti, Milano, Ancora, 1945.
- Soltanto uomo : commedia in tre atti, prefazione di Eligio Possenti, Milano, Ancora, 1945.
- Il colpevole : tre tempi di dramma, Milano, Ancora, 1949.
- Due scarpe e una bandiera : tre atti, Milano, Ancora, 1952.
- Il fuoco che salva : tre atti e due quadri drammatici, Milano, Ancora, 1953.
- Luci nella vallata : commedia drammatica in tre atti, Milano, Ancora 1953.
- Il figlio : commedia drammatica in tre atti, Milano, Ancora ,1954.
- Il silenzio : atto unico, Milano, Ancora, 1954.
- Il monello e il soldato : commedia in tre atti, Milano, Ancora, 1955.
- Spiegare le vele : commedia in 3 atti, Asti, Elledici, 1955.
- Il Cortile dei Sette monelli : Commedia in 3 atti, Milano, Ancora, 1957.
- Sette monelli sette fratelli : commedia in tre atti,Milano, Ancora 1966.
- Pazzi? Un poco, ma non troppo : tre atti farseschi all'antica italiana, Milano, F.O.M., 1985.

### Saggistica
- Sentimento e tecnica della recitazione, Milano, Ancora, 1953.
- Tecnica del gesto e della parola : impariamo a comunicare, esprimerci, parlare, recitare, Milano, S. Ghisoni, 1972.

## Teatro

### Regia
- 1947 - Lo Scambio di Paul Claudel (Milano, T. della Basilica)
- 1948 - Caterina di Dio di Giovanni Testori (ivi)

La Porta proibita di A. M. Solferini da Jane Eyre di Ch. Bronte (Venezia, T. del Ridotto)
- 1950 - La Cappella ardente di Gabriel Marcel (Milano, Rotonda del Pellegrini-Ambrosianeum)

L'Anima che ha fame di T. Malmanche (ivi)
Athalie di Racine (ivi)
La Leggenda di Teodolinda di E. D'A. (Monza, Parco della Villa Reale; azioni eseguite da figuranti, dialoghi e didascalie incisi su nastro da attori professionisti)
Il Sacro mimo di Gerardo de' Tintori di Eva Tea (ivi)
- 1951 - Atto V del Faust parte seconda di Goethe (Milano, T. da Camera dell'Angelicum)

Miguel Manara di O. V. de Milosz (ivi)
- 1952 - Brand di Ibsen (Prima rappresentazione italiana, ivi)

La Leggenda di Ognuno di Hofmannsthal (Bergamo Alta, Piazza Vecchia)
- 1953 - Prometeo incatenato di Eschilo e La Favola di Orfeo di Poliziano (Milano, T. da Camera dell'Angelicum)

L'Annuncio a Maria di P. Claudel (Belgirate, Novara, Chiesa Maggiore)
Sansone agonista di John Milton (Compagnia propria)
La porta proibita di C.Bronte (Compagnia di Anton Giulio Bragaglia)
- 1955 -  L'imbecille, All'uscita e L'Altro figlio di L. Pirandello (Roma, T. Pirandello)
- Carteggio di Claudel-Gide con Gruppo Ambrosianeum
- 1961 - Il Sì delle fanciulle di L. de Moratin (Milano, T. del Convegno-Angelicum; anche trad. e adatt.)

Formiche di A. Nicolaj (ivi)
- 1962 - Gli Equivoci di una notte di O. Goldsmith (ivi)

Il Cardinale di Spagna di H. de Montherlant (ivi)
- Il Muro di silenzio di P. Messina (ivi)

La Foresta di N. Ostrovskij (ivi)
- Sperduti nel buio di R. Bracco (ivi)

La moglie di Pilato di Tommaso Gallarati Scotti (Bergamo Alta, Piazza Vecchia)
- 1963 - Incontro a Babele di S. Cappelli (Milano, T. del Convegno-Angelicum)

Capitano dopo Dio di J. De Hartog (ivi)
Ecuba di Euripide (ivi)
- 1964 - Fine dell'alibi di D. G. Martini (ivi)
- 1971 - L'aquila a due teste di Jean Cocteau  ( Firenze,T.della Pergola)
- 1973 - Giacometto e l'oca d'oro (Milano)
- 1974 - Pelle d'asino (Milano)

## Televisione

### Regia
- 1954 - Il Diario di Giulietta, Programma Nazionale, 4 gennaio 1954
- 1959 - Le avventure di Pinocchio, Programma Nazionale, 8 gennaio 1959
- 1960 - Giacometto e l'oca d'oro, Programma Nazionale, 4 maggio 1960